# Syrena (powieść)
Syrena (ang. Swimmer) – piąta część cyklu Rook Grahama Mastertona, powstała w 2001 roku.
Jim Rook, nauczyciel angielskiego w West Grove Community College w Los Angeles po raz kolejny musi stawić czoła złu. Słonecznego dnia tonie syn byłej uczennicy Jima. Ta dzwoni do niego i mówi, że zrobiła to istota z innego świata. Jim po błaganiach Jenny przyjeżdża do jej domu i oznajmia, że nie czuje obecności duchów. Rook w końcu poznaje młodą dziewczynę o imieniu Susan, która jest medium i chce pomóc Jennie w odszukaniu sprawcy. Susan wykorzystała technikę nazwaną „namierzaniem ducha”. W trakcie seansu Jim zauważa postać ukształtowaną z samej wody o sylwetce kobiety. Po tym wydarzeniu kolejni uczniowie zaczynają ginąć z powodu utonięcia. Kim jest postać uformowana z wody i czego chce od Jima? Wkrótce wszyscy poznają prawdę...